# الاعدان (موعة)

تعديل مصدري - تعديل

الاعدان محلة تابعة لقرية وادي موعة، التابعة لعزلة حقين بمديرية حزم العدين إحدى مديريات محافظة إب في الجمهورية اليمنية، بلغ تعداد سكانها 57 حسب تعداد اليمن لعام 2004.